# Saint-Ours (Puy-de-Dôme)
Saint-Ours è un comune francese di 1 616 abitanti situato nel dipartimento del Puy-de-Dôme nella regione dell'Alvernia-Rodano-Alpi.

## Società

### Evoluzione demografica
Abitanti censiti